# Sotoportego

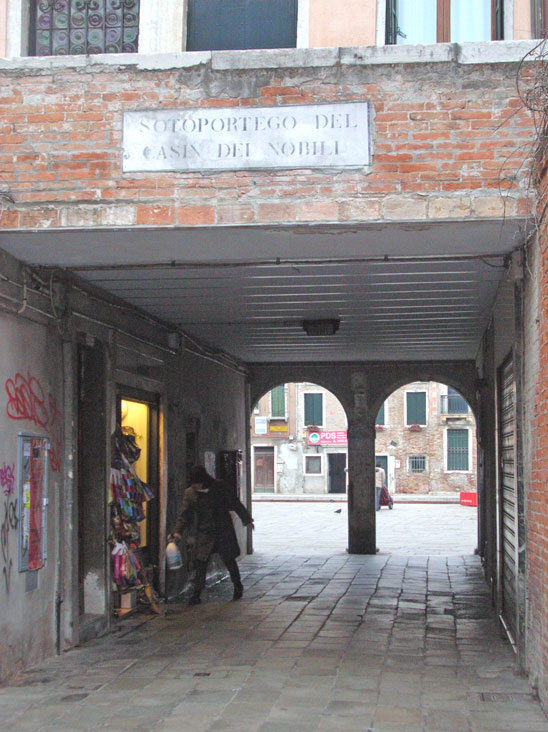
Sotopòrtego unter dem Spielkasino, im Hintergrund der Campo San Barnaba

Ein Sotoportego oder Sotopòrtego (Pl.: Sotoportegui) ist ein Fußweg in Venedig, der unter einem Gebäude, gelegentlich auch nur unter einem Bogen, hindurchführt. Diese Form des Durchgangs oder der Unterführung stammt aus der Zeit der Republik Venedig und existiert mit dieser Bezeichnung auch nur in dieser Stadt.

## Namen
Der Sotoportego heißt so, weil er unter (ital. soto oder sotto) dem Portego, dem Saal im ersten Geschoss eines Gebäudes, hindurchführt.

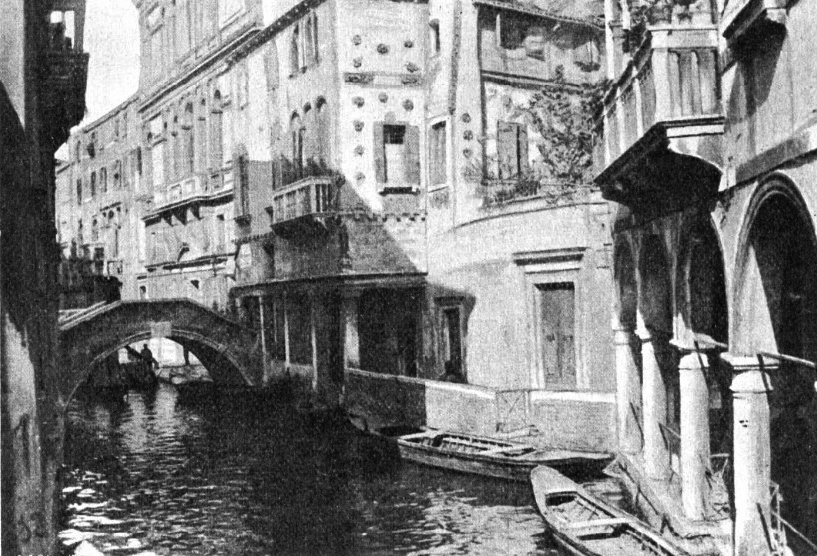
Ponte Widmann (Widmann-Brücke) und Sotoportego Widmann, benannt nach dem Schriftsteller Josef Viktor Widmann

Viele von diesen Durchgängen heißen wörtlich Sotoportego mit einer entsprechenden näheren Bezeichnung, die oftmals Orte, Heilige, Berufsbezeichnungen oder Waren nennt. Die meisten führen das Wort jedoch nicht ausdrücklich im Namen. So ist die Calle del Paradiso, die im Sestiere San Polo vom Westufer auf den Canal Grande trifft, eine lange Unterführung. Ein nahe gelegener, Sotoportego genannter Durchgang befindet sich ebenfalls bei San Silvestro.

## Bauformen

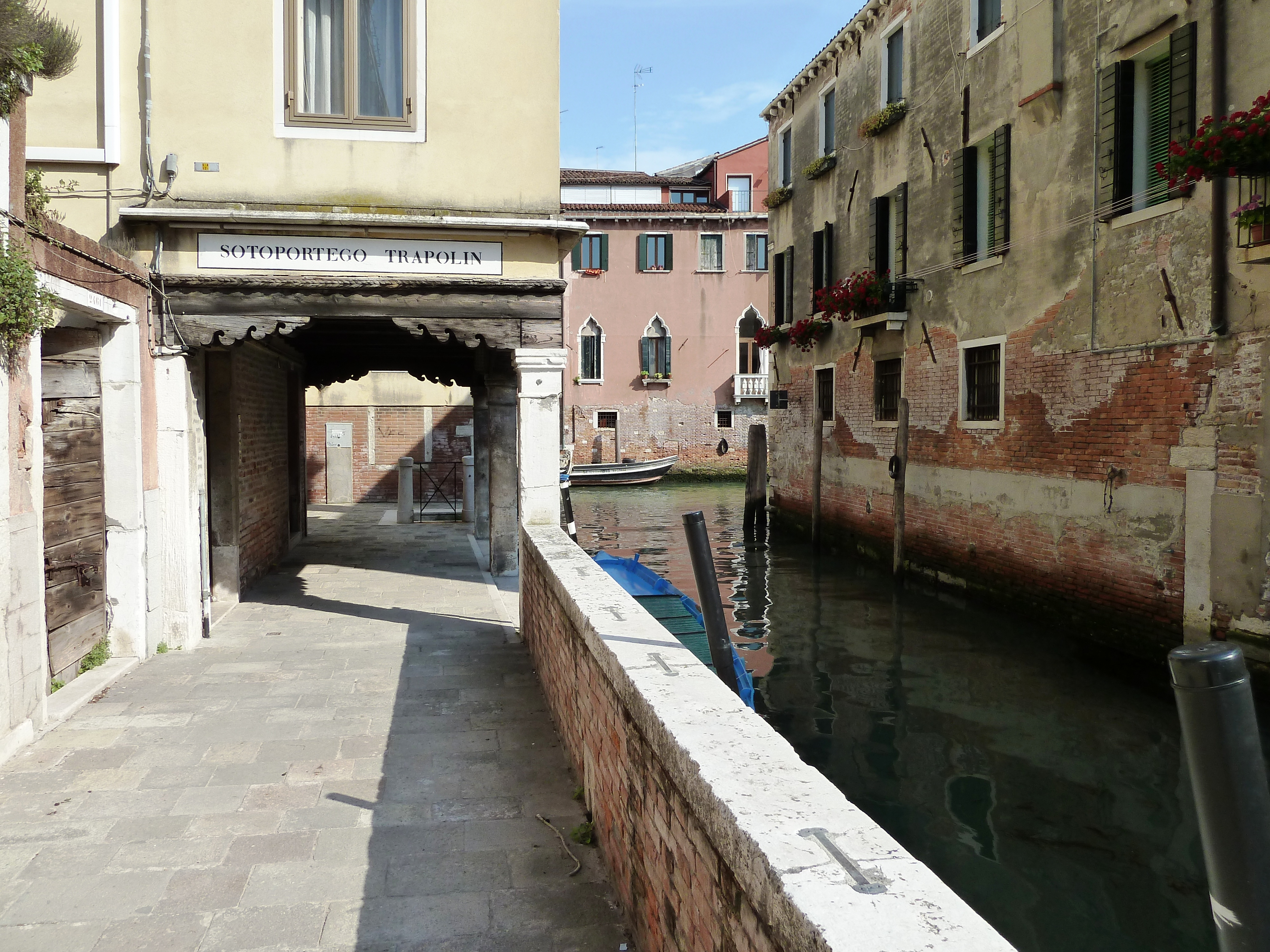
Rio und Sotoportego Trapolin

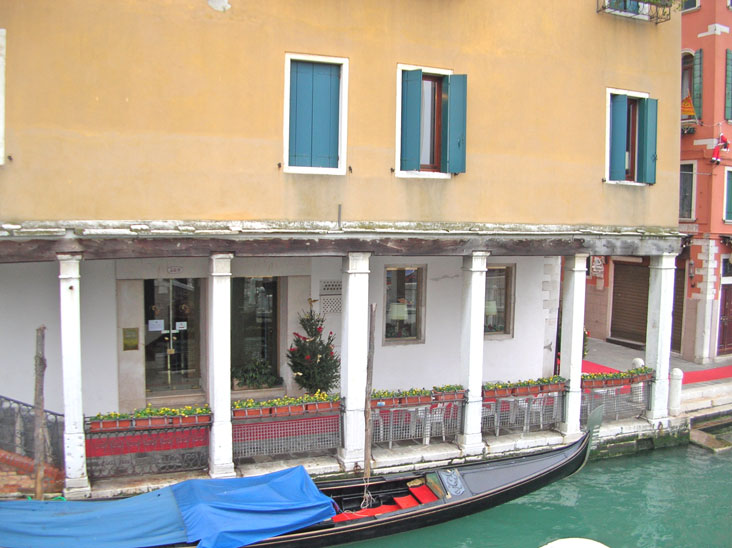
Sotopòrtego, der einem Kanal (Rio) folgt und dabei eine Art Loggia bildet

Der häufigste Typ des Sotoportego verbindet zwei Gassen miteinander oder erschließt einen Hof. Ein weiterer Typ, der anderen Arten der Gebäudeunterführung ähnelt, nimmt eher die Form einer Loggia an, so etwa an der Calle del Malvasia über den Rio dei Santi Apostoli in Cannaregio. Sie dient gleichzeitig als Regenschutz beim Be- und Entladen von Booten. Der dritte häufige Typ dient der bloßen Anbindung, häufig eines Platzes (Campo), an einen Wasserweg (Rio). Andere Sotoportegui führen auch nur unter Bögen hindurch wie die Calle Gambara westlich des Ponte dell’Accademia.
Häufig war ein Grund für die Errichtung eines Sotoportego die Verlagerung eines Weges, sodass ein Erdgeschoss ganz oder teilweise geopfert werden musste, meist auf Anweisung der zuständigen Behörden der Republik Venedig. An anderen Stellen wurde ein bereits vorhandener Weg durch ein Haus oder eine Brücke überbaut. Häufig ist der Sotoportego die einzige Zugangsmöglichkeit zu einem Platz oder Hof.
Vielfach schmücken Heiligenfiguren die Gänge, oftmals auf Podesten, geschützt durch Dächer oder Glaskästen.
Venedig zählt Hunderte von solchen Unterführungen. Besonders hoch ist die Zahl dieser Gassen im Sestiere Santa Croce, wie etwa am Corte dell'Anatomia, der zum Campo San Giacomo dall’Orio führt, am Campo selbst (Calle del Tentor), dann an der Calle Zambelli sowie am Corte Oscura.